# Thomas Hartmann (Maler)

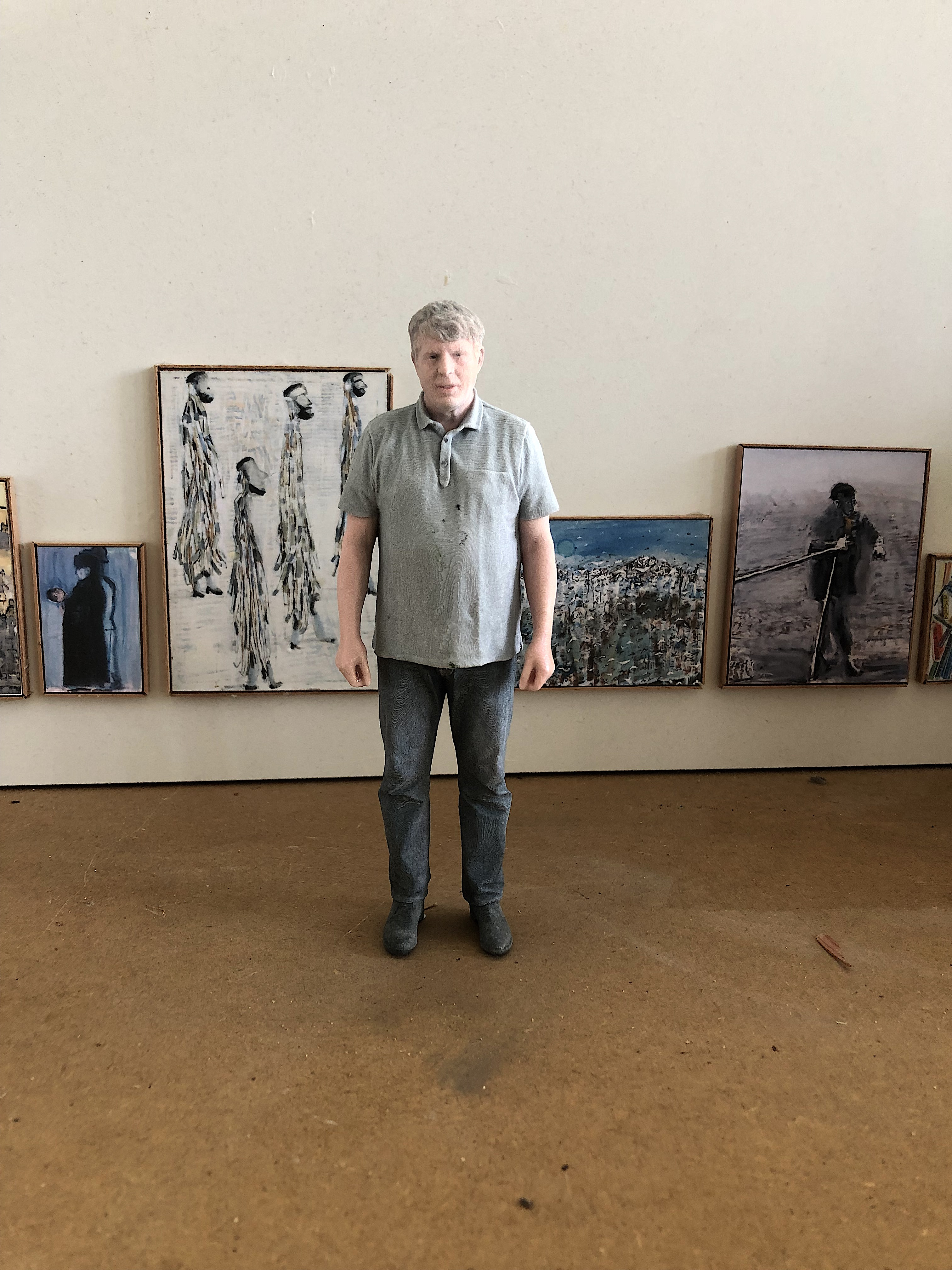
Thomas Hartmann (2021)

Thomas Hartmann (* 1950 in Zetel) ist ein deutscher Maler.

## Leben und Wirken
Thomas Hartmann studierte von 1974 bis 1979 an der Hochschule für Gestaltung Bremen bei Karl Heinrich Greune. 1979 arbeitete er mit einem Stipendium an der Cité Internationale des Arts Paris und 1984/1985 an der Deutschen Akademie Rom Villa Massimo.
1994 hatte er eine Gastprofessur an der Sommerakademie Pentiment der Hochschule für Angewandte Wissenschaften Hamburg. 1998 absolvierte er einen Aufenthalt im Künstlerhaus Leschwitz bei Görlitz. Im Jahr 1999 hatte er einen Lehrauftrag an der Ernst-Moritz-Arndt-Universität Greifswald. 2005 bis 2018 war er Professor für Freie Malerei an der Akademie der Bildenden Künste Nürnberg. Bei ihm studierten unter anderem Alexander Höller und als Meisterschülerin Christiane Kaufmann.
Thomas Hartmann ist Mitglied im Deutschen Künstlerbund. Er lebt und arbeitet in Berlin.

## Auszeichnungen
- 1984: Rompreis Villa Massimo
- 1989: Overbeck-Preis für Bildende Kunst
- 1992: Niedersächsisches Künstlerstipendium, Künstlerstätte Schloss Bleckede
- 1992: Leeraner Kunstpreis
- 1996: Kunstpreis der Künstler, Große Kunstausstellung NRW Düsseldorf
- 2000: Willi-Oltmanns-Preis für Malerei, Delmenhorst

## Ausstellungen
Thomas Hartmanns Arbeiten wurden ab 1979 in etwa 80 Einzelausstellungen und 60 Gruppenausstellungen gezeigt, darunter in Galerien in Bremen, Köln, Hamburg, Frankfurt am Main, Dortmund, Berlin, Greifswald, Görlitz, Basel, Palma de Mallorca und Wien.
Einzelausstellungen:
- 1983: Galerie in der Böttcherstraße, Bremen (mit Hartmut Neumann und Karl Manfred Rennertz)
- 1987: Über die Städte, Galerie Georg Nothelfer, Berlin (Katalog)
- 1988: Kunsthalle in Emden (Katalog)
- 1989: Nord-Süd, Kunsthalle Wilhelmshaven
- 1990: Millionen Stadt, Galerie Georg Nothelfer, Berlin (Katalog)
- 1990: Galerie Bernhard Vidal, Paris
- 1994: Neue Städte, Galerie Georg Nothelfer, Berlin
- 1996: Theater Vorpommern, Greifswald
- 1997: Brecht-Haus, Berlin-Weißensee
- 2000: Kleines Haus, Delmenhorst (Willi-Oltmanns-Preis)
- 2002: Zentralverband des Deutschen Handwerks, Berlin
- 2003: Aus der Sammlung Böckmann, Ständige Vertretung Bremens, Berlin, durchgeführt vom Neuen Museum Weserburg Bremen
- 2003: Pinturas, Kunstmann Galeria d’art Santanyi, Mallorca
- 2004: Viele Einzelne, Kunstsammlung Neubrandenburg
- 2004: Triangel, Oldenburger Kunstverein (Katalog)
- 2005: Drei Säulen eines unbekannten Gebäudes, Galerie Beim Steinernen Kreuz, Bremen (mit Hartmut Neumann und Norbert Schwontkowski)
- 2005: La mirada di diferente, Kunstmann Galeria d’art Palma de Mallorca
- 2005: Viele Einzelne, Kulturhistorisches Museum Görlitz und Städtische Galerie Eichmüllerhaus, Lemgo
- 2005: Triangel, Heidelberger Kunstverein, Heidelberg (Katalog)
- 2006: Auf dem Grat, Städtisches Museum Kalkar
- 2008: Duo sotto lo stesso cielo, San Lorenzo arte, Poppi,
- 2009: Rosenbaum Contemporary, Boca Raton, Florida
- 2010: Unruhe, Museum für moderne Kunst, Weserburg, Bremen (Katalog)
- 2010: Immer am Anfang, Galerie Georg Nothelfer, Berlin
- 2010: Landschaft wie gemalt, Galerie Beim Steinernen Kreuz, Bremen
- 2014: Galerie Rigassi, Bern (mit Yves Dana, Bildhauer)
- 2016: Malerei aus der Sammlung Seinsoth, Worpswede-Barkenhoff
- 2019: Alexander Kluge, Galerie K’, Bremen
- 2020: So! Galerie Georg Nothelfer, Berlin
- 2021: Gemalte Mengenlehre, Showroom Galerie Georg Nothelfer, Berlin

Gruppenausstellungen:
- 1979: Peintres d'Europe, Atelier de Creations Arts Plastiques, Le Touquet-Paris-Plage
- 1979: Brückenturm Galerie, Gruppe NN, Mainz, (Katalog)
- 1980: Schloss Charlottenburg, Berlin, Gruppe NN, (Katalog)
- 1981: 17 Bremer Künstler in Holland, Stedelijk Museum, Schiedam, (Katalog)
- 1981: Wilhelm-Morgner Preis, Morgner-Haus, Soest
- 1982: Zweite Bremer Kunstausstellung, GAK, Bremen
- 1982: Herbstausstellung niedersächsischer Künstler, Kunstverein Hannover, (Katalog)
- 1983: Deutscher Künstlerbund, Martin-Gropius-Bau, Berlin, (Katalog)
- 1983: Große Kunstausstellung, Kunstpalast, Düsseldorf, (Katalog)
- 1984: Deutsche Landschaft heute, Schloss Charlottenburg, Berlin
- 1984: Kunstlandschaft Bundesrepublik, Von der Heydt-Museum, Wuppertal, (Katalog)
- 1984: Vom Sturz der Dinge, Kunsthalle Wilhelmshaven, (Katalog)
- 1984: Huldigung an Max Beckmann, Leopold-Hoesch-Museum, Düren, (Katalog)
- 1985: Junge Kunst in Bremen, Kunsthalle Bremen
- 1985: Jahresausstellung Villa Massimo, Rom
- 1985: Treppen, Gesellschaft für Aktuelle Kunst, Bremen, (Katalog)
- 1986: 3. Rassegna Internationale d’Arte, Amalfi
- 1987: 35. Jahresausstellung des Deutschen Künstlerbundes, Kunsthalle Bremen[5]
- 1988: Entgrenzungen, Hahnentorburg, Köln
- 1988: Solomon R. Guggenheim Museum, New York
- 1989: Refigured painting, The German Image 1960–1988, Kunstmuseum Düsseldorf, Schirn Kunsthalle, Frankfurt, (Katalog)
- 1989: 40 Jahre Malerei in der Bundesrepublik Deutschland, Staatliche Kunsthalle Berlin, (Katalog)
- 1990: 40 Jahre Kunst in der Bundesrepublik Deutschland, Kunsthalle Rostock, (Katalog)
- 1992: Asser Stadtgezichten, Centrum voor Beeldende Kunst, Assen Zeichnungen, Galerie im Turm, Berlin
- 1993: Landschaft, Mecklenburgisches Künstlerhaus Schloß Plüschow, (Katalog)
- 1994: Kunst der Gegenwart, Schloss Plön
- 1995: Gesellschaft für Aktuelle Kunst, Bremen
- 1996: Lichtblicke, Galerie im Marstall, Berlin
- 1997: Passagen, Mädlerpassage, Leipzig
- 1997: Phönix Berlin, Willy-Brandt-Haus, Berlin, (Katalog)
- 1999: Goethe-Institute Barcelona und Mailand
- 2000: Guten Morgen Malerei, Toskanische Säulenhalle im Zeughaus, Augsburg
- 2001: Landschaft des XX. Jahrhunderts, Landesmuseum Oldenburg; (Katalog)
- 2001: Das flache Land, Brandenburgische Kunstsammlungen Cottbus
- 2004: Von Bonifatius bis Boys oder: Vom Umgang mit heiligen Eichen, Kunsthalle Erfurt
- 2011: Aller Zauber liegt im Bild, Museum Würth (Katalog)
- 2011. Rom sehen und sterben …, Kunsthalle Erfurt (Katalog)
- 2011: Vierunddreißig zu Kleist, Frankfurt (Oder) (Katalog)
- 2011: Zwischen Film und Kunst, Kunsthalle Emden (Katalog)
- 2020: Wasserbilder/Painted Set Theory, Kunsthalle Wilhelmshaven

## Veröffentlichungen
- Langsame Flüchtlinge. Menzel, Berlin 1984.
- Über die Städte. Mit neun Ansichtskarten von Rolf Dieter Brinkmann. Galerie Nothelfer, Berlin 1987, ISBN 3-87329-925-9.
- Thomas Hartmann. 2 Jahre Berlin, neue Arbeiten auf Leinwand und Papier. Ausstellung 6. November 1987 – 19. Dezember 1987, Galerie Rolf Ohse. Bremen 1987.
- Thomas Hartmann, Nord-Sued. Ausstellungen im Kunstverein Freiburg 17. Dezember 1988 – 15. Januar 1989 und in der Kunsthalle Wilhelmshaven 26. Januar – 5. März 1989. Kunstverein, Freiburg 1988.
- Thomas Hartmann. Willi-Oltmanns-Preis für Malerei. Hrsg. Willi-Oltmanns-Stiftung Delmenhorst. Raute, Görlitz 2000, ISBN 3-933777-08-9.
- Thomas Hartmann – Land und Leute. Hrsg. Axel Zimmermann. Texte: Annette Meyer zu Eissen, Carsten Ahrens. Ausstellung 26. Juni – 27. Juli 2001, Galerie Von Braunbehrens, München 2001, ISBN 3-922268-24-2.
- Richtige Malerei = Real painting. Nicolai, Berlin 2006, ISBN 3-89479-314-7.
- Thomas Hartmann, peintures. Ausstellung 18. Januar – 24. Februar 1990, Galerie Bernard Vidal, Paris 1990.
- Viele Einzelne. Arbeiten auf Papier. Ausstellungen Stadtmuseum Beckum, 25. Januar – 7. März 2004 und Kulturhistorisches Museum Görlitz, 13. Mai – 10. Juli 2005. Vice-Versa, Berlin 2004, ISBN 3-932809-47-5.
- Triangel. Hrsg. Perdita von Kraft. Brandenburgischen Kunstsammlungen Cottbus, 4. April 2004 – 10. Juni 2004, Oldenburger Kunstverein, 7. November 2004 – 9. Januar 2005, Heidelberger Kunstverein, 17. Juli – 28. August 2005. Vice-Versa, Berlin 2004.
- Unruhe. Ausstellungen in der Weserburg Museum für moderne Kunst. Kunsthalle Rostock, Kunsthalle Erfurt. Verlag für moderne Kunst. Nürnberg 2010, ISBN 978-3-86984-149-6.
- Direkter Umweg. Malerei von 2010–2013. Texte: Eckhart J. Gillen. Vice-Versa, Berlin 2014, ISBN 978-3-932809-74-3.
- Gemalte Mengenlehre – Hartmannsche Hängung. Texte: Alexander Kluge, Eckhart J. Gillen. Gemalte Mengenlehre 2. Texte: Johannes Listewink. Kettler, Dortmund 2021, ISBN 978-3-86206-871-5.